# جوليو سيزار كامبوزانو
جوليو سيزار كامبوزانو مواليد 31 يناير 1986 في الإكوادور، هو لاعب كرة مضرب إكوادوري بدأ مسيرته كمحترف سنة 2003 يلعب باليد اليمنى. أعلى تصنيف له في الفردي كان المركز الـ 197 في سنة 2013. أعلى تصنيف له في الزوجي كان المركز الـ 192 في سنة 2012.

## روابط خارجية
- جوليو سيزار كامبوزانو على موقع رابطة محترفي التنس (الإنجليزية)
- جوليو سيزار كامبوزانو على موقع الاتحاد الدولي لكرة المضرب (الإنجليزية)
- جوليو سيزار كامبوزانو على موقع كأس ديفيز (الإنجليزية)
- جوليو سيزار كامبوزانو على موقع خلاصة التنس.كوم (الإنجليزية)